# Lamothe-Capdeville
 Lamothe-Capdeville  es una población y comuna francesa, en la región de Mediodía-Pirineos, departamento de Tarn y Garona, en el distrito de Montauban y cantón de Montauban-1.

## Demografía
| 632 | 653 | 652 | 816 | 875 | 956 |
| Para los censos de 1962 a 1999 la población legal corresponde a la población sin duplicidades (Fuente: INSEE [Consultar]) |     |     |     |     |     |